# Nynorsk litteraturpris
Nynorsk litteraturpris är ett litteraturpris som sedan 1982 delas ut årligen till en bok på nynorska eller dialekt. Boken kan vara i dikt-, novell-, drama- eller romanform. Priset delas ut av Noregs Mållag, Det norske teatret och Det Norske Samlaget.

## Pristagare
- 1982 – Eldrid Lunden för  Gjenkjennelsen
- 1983 – Kjartan Fløgstad för U3
- 1984 – Alfred Hauge för  Serafen
- 1985 – Paal-Helge Haugen för Det overvintra lyset
- 1986 – Kjartan Fløgstad för  Det 7. klima
- 1987 – Edvard Hoem för Ave Eva
- 1988 – Johannes Heggland för  Meisterens søner
- 1989 – Helge Torvund för Den monotone triumf
- 1990 – Liv Nysted för Som om noe noengang tar slutt
- 1991 – Marit Tusvik för  Ishuset
- 1992 – Jon Fosse för  Bly og vatn
- 1993 – Einar Økland för  I staden for roman og humor
- 1994 – Solfrid Sivertsen för  Grøn koffert
- 1995 – Lars Amund Vaage för  Rubato
- 1996 – Oddmund Hagen för  Utmark
- 1997 – Marie Takvam för  Dikt i samling
- 1998 – Brit Bildøen för  Tvillingfeber
- 1999 – Åse-Marie Nesse för Dikt i samling (1999), nydikting av Faust (1993, 1999) och Mitt hjarte slo (1999)
- 2000 – Rune Belsvik för  Ein naken gut
- 2001 – Ragnar Hovland för Ei vinterreise
- 2002 – Inger Bråtveit för Munn mot ein frosen fjord
- 2003 – Jon Fosse för Auge i vind
- 2004 – Ingen utdelning
- 2005 – Øyvind Vågnes för Ekko
- 2006 – Eilev Groven Myhren för översättningen av Sagan om ringen av J.R.R. Tolkien
- 2007 – Frode Grytten för Rom ved havet, rom i byen
- 2008 – Gunnhild Øyehaug för Vente, blinke
- 2009 – Kjartan Fløgstad för Grense Jakobselv
- 2010 – Jan Roar Leikvoll för Fiolinane
- 2011 – Marit Eikemo för Samtale ventar
- 2012 – Lars Amund Vaage för Syngja
- 2013 – Sigrun Slapgard för Englestien
- 2014 – Lars Petter Sveen för Guds barn

## Hederspris
- 1989 – Arthur Arntzen